# Kordyliery

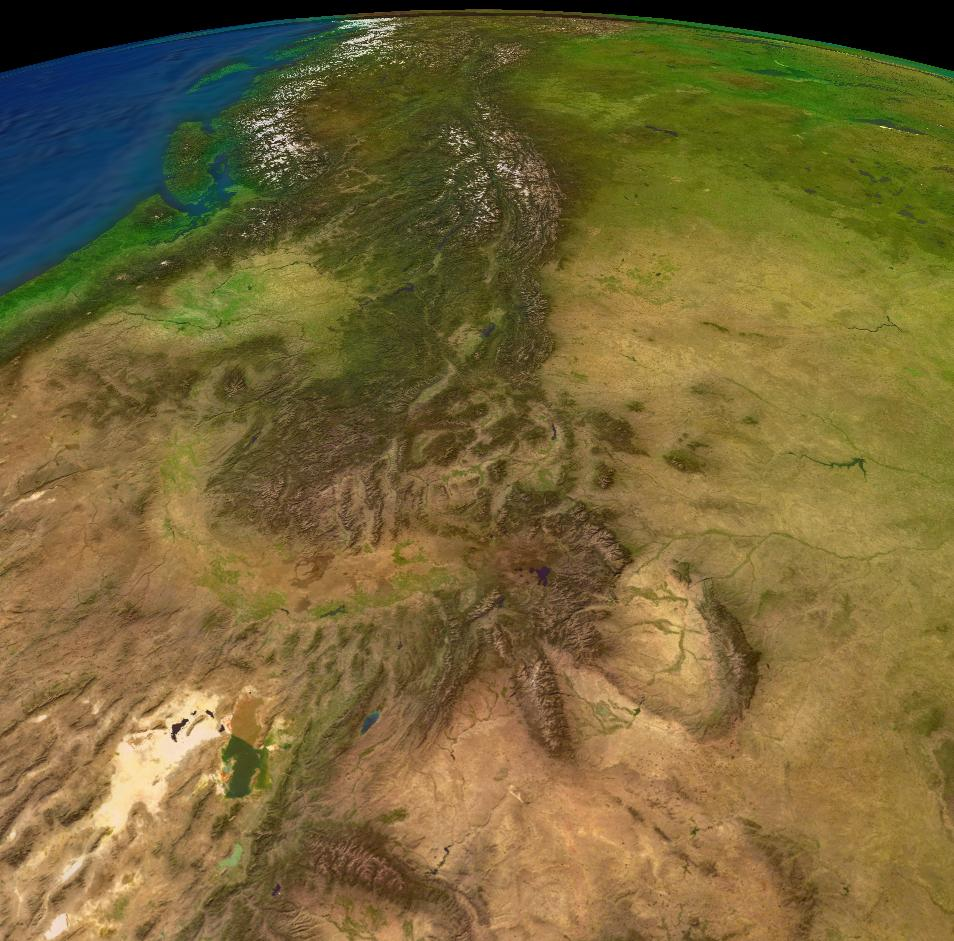
Góry Skaliste w masywie Kordylierów

Kordyliery – łańcuch górski w zachodniej części Ameryki Północnej. Rozciągłość południkowa łańcucha to około 8 000 km, od Cieśniny Beringa na północy po Kanał Panamski na południu. Szerokość dochodzi do 1 700 km. Najwyższym szczytem jest Denali (McKinley) (6190 m n.p.m.). Te góry fałdowe mają duży wpływ na klimat, florę i faunę, gospodarkę i rozmieszczenie ludności w Ameryce Północnej, ponieważ hamują masy wilgotnego powietrza napływające z zachodu, co prowadzi do obniżenia rocznej sumy opadów w centralnej części Ameryki. Powstały w orogenezie alpejskiej.
W polskiej tradycji nazewniczej nazwa Kordyliery dotyczy wyłącznie gór w Ameryce Północnej, podczas gdy w tradycji anglojęzycznej nazwa the Cordilleras obejmuje również południowoamerykańskie Andy.
Strefy klimatyczne: równikowa, zwrotnikowa, podzwrotnikowa, umiarkowana, okołobiegunowa
Państwa, na których terenie leżą Kordyliery: USA, Kanada, Meksyk, państwa Ameryki Środkowej
Podział:
- Kordyliery Północne (na terenie Alaski oraz Kanady),
- Kordyliery Środkowe (na terenie USA),
- Kordyliery Południowe (na południe od USA).

Inny podział:
- strefa zachodnia (Góry Nadbrzeżne),
- strefa centralna,
- strefa wschodnia (Góry Skaliste).